# Bolesław III Rozrzutny
Bolesław (Bolko) III Rozrzutny (Hojny) (ur. 23 września 1291, zm. 21 kwietnia 1352) – książę legnicki, brzeski i  wrocławski w latach 1296–1311 (samodzielne rządy od 1306, formalnie razem z młodszymi braćmi), 1306–1307 w Kaliszu, 1308–1311 w Opawie, od 1311 książę brzeski, 1312–1342 legnicki, 1323–1338 w Namysłowie, od 1329 dziedziczny lennik czeski.
Bolesław III był najstarszym synem i szóstym pod względem starszeństwa dzieckiem księcia wrocławskiego i legnickiego Henryka V Brzuchatego i księżniczki wielkopolskiej Elżbiety.
Ojciec Bolesława, Henryk, osierocił młodego księcia w wieku zaledwie pięciu lat. Regencję nad księstwem wrocławsko-legnickim przejęła wtedy matka, Elżbieta (zm. 1304) i stryj Henrykowiców, książę jaworski Bolko I Surowy (do swojej śmierci w 1301). W latach 1301–1302, oficjalną opiekę nad małoletnimi dziedzicami, przejął biskup wrocławski, Henryk z Wierzbna, który jednak po niespełna roku, został odsunięty od książąt, z powodu rzekomego marnotrawstwa. Była to zapewne świadoma zagrywka ze strony króla czeskiego i polskiego, Wacława II, dla którego sprawa przejęcia bogatego i ważnego strategicznie Wrocławia, była niezwykle ważna. W celu jeszcze większego uzależnienia księcia legnicko-wrocławskiego od siebie, Wacław II sprowadził go w 1302 na dwór do Pragi, gdzie rok później wydał za niego swoją młodziutką, bo liczącą zaledwie siedem lat córkę, Małgorzatę.
Decyzja Wacława uczyniła niespodziewanie Bolka III najbliższym krewnym króla i jego potencjalnym następcą. Sprawa ta początkowo wydawała się bez znaczenia, wobec faktu że Wacław II posiadał syna, jednak już w 1305 wskutek nagłej śmierci Wacława II i rok później wobec zamordowania Wacława III w Ołomuńcu, osoba młodego Henrykowica zyskała na znaczeniu. Bolesław próbował wtedy włączyć się do walki o spadek po wygasłej czeskiej dynastii, przybierając tytuł „haeres Regni Poloniae”, tj. dziedzic Królestwa Polskiego.
Siły księcia wrocławsko-legnickiego były zbyt szczupłe, by skutecznie konkurować o spadek po Przemyślidach, z nowymi władcami czeskimi Rudolfem III Habsburgiem, Henrykiem Karynckim i Janem Luksemburskim. Szansę na opanowanie polskiego dziedzictwa, zostały jednak również zaprzepaszczone, po nieudanej próbie opanowania Kalisza, w latach 1306–1307 i przegranej wojnie z księciem głogowskim, Henrykiem III. Jedyną istotną zdobyczą Bolka III, było opanowanie należącej do Mikołaja I, ziemi opawskiej w 1308, z której zrezygnował dopiero po układzie, zawartym w Ołomuńcu 11 czerwca 1311. Ceną za ustąpienie z nowo zdobytej dzielnicy, była wypłata dużej sumy posagowej, w wysokości 8 tysięcy grzywien srebra, która należała się Bolesławowi jeszcze od Wacława II. Sumę tę książę wrocławsko-legnicki, otrzymał z rąk Mikołaja Opawskiego, pragnącego odzyskać swoje władztwo.

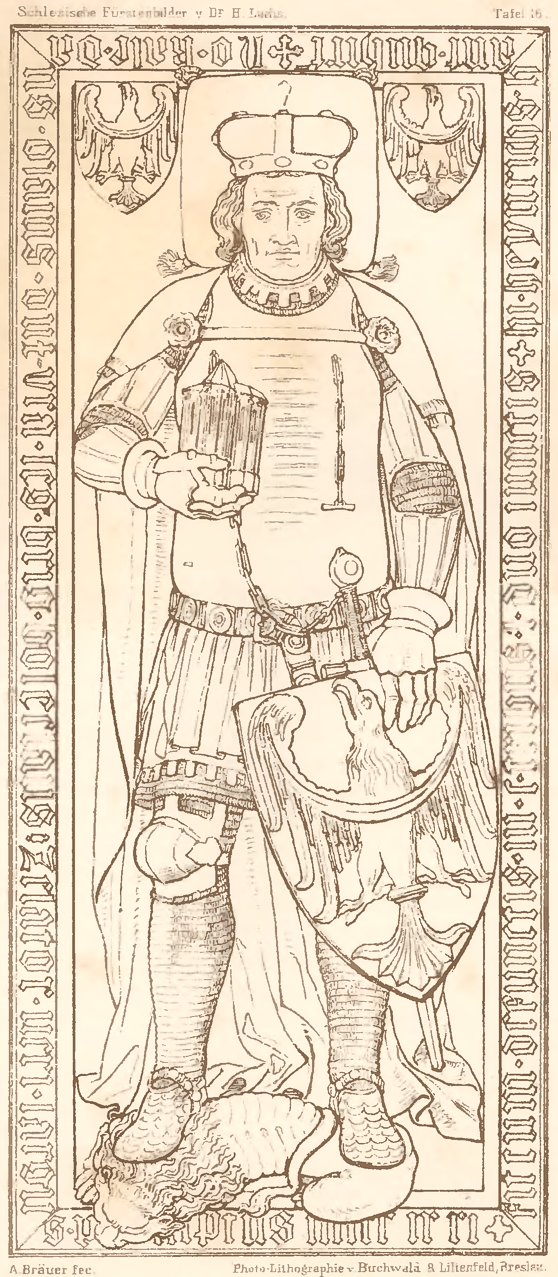
XIX w. rekonstrukcja tumby Bolesława w Lubiążu (dziś w Muzeum Narodowym we Wrocławiu)

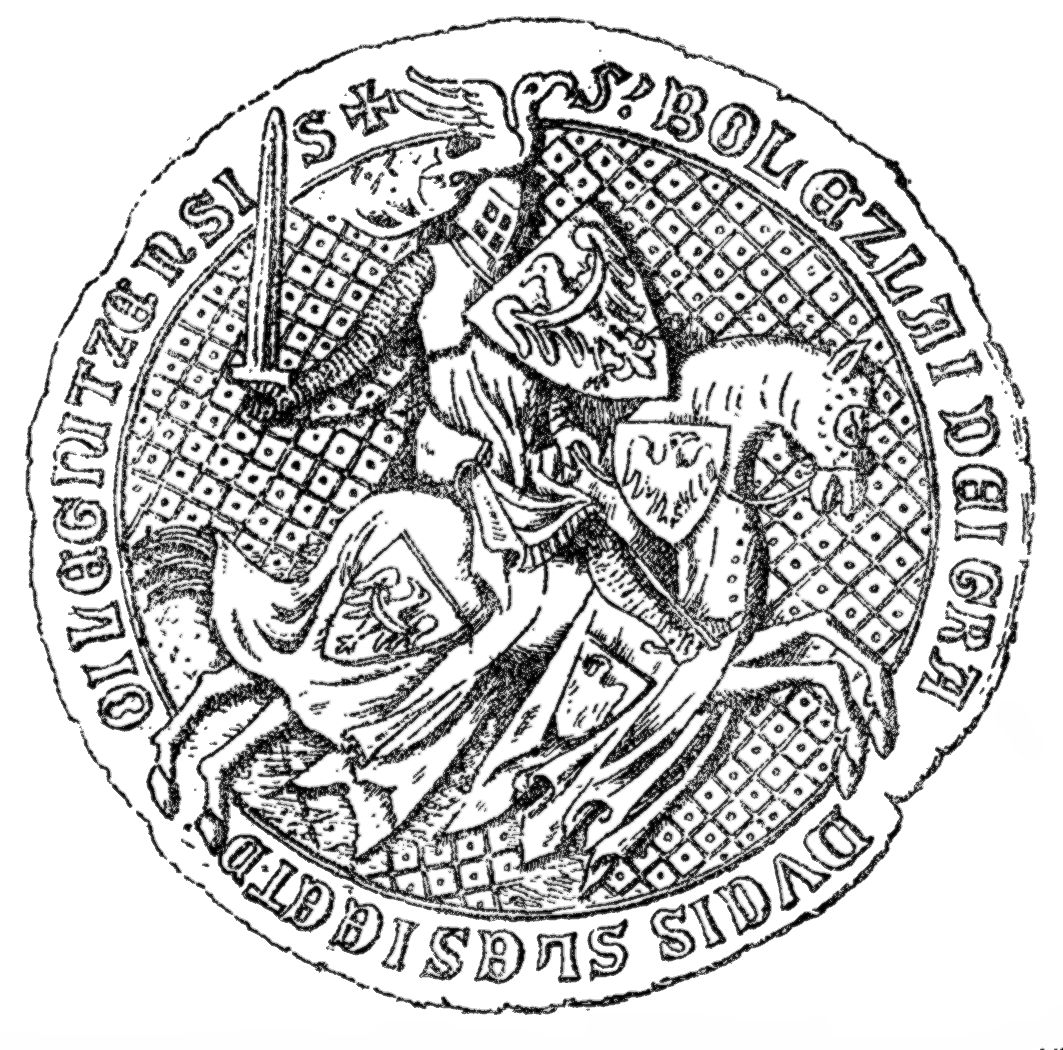
Pieczęć konna Bolesława III Rozrzutnego z 1337

Szerokie horyzonty polityczne Bolesława III, odbijały się mocno na ojcowiźnie, której finanse były w znacznej mierze marnotrawione na utrzymanie znaczącej pozycji księcia. W 1311 pod presją niezadowolonych z takiego obrotu sprawy możnych, Bolesław został zmuszony do podziału dzielnicy między siebie i dwóch młodszych braci: Henryka VI i Władysława. Księstwo miało być wówczas podzielone na części: wrocławską, legnicką i brzeską. Zdecydowanie najmniej zasobnym był dział brzeski, który miał być jednak spłacony z pozostałych dwóch dzielnic sumą 50 tys. grzywien. Pierwszym, który wybierał, był Bolesław III i jego decyzja otrzymania najmniejszego i najmniej zasobnego księstwa brzeskiego, zaskoczyła wszystkich. Prawdopodobnie, Bolesław chciał kontynuować swą, prowadzoną dotąd z wielkim rozmachem, politykę, a do tego potrzebował pieniędzy. Z planów tych, jak się wkrótce miało okazać, nic nie wyszło, a posunięcie to kosztowało Bolesława, utratę na rzecz brata, Henryka VI najważniejszej części dziedzictwa ojcowego – Wrocławia.
Początkowo decyzja Bolesława wydawała się jednak słuszna, gdyż już w 1312 udało mu się pozbawić dzielnicy legnickiej najmłodszego z braci Władysława, który nie potrafił się wywiązać z obowiązku wypłacenia odszkodowania w wysokości 25 tys. grzywien.
W 1312 Bolesław III i Henryk VI zawarli sojusz z władcą małopolskim Władysławem Łokietkiem chcąc wspólnymi siłami doprowadzić do jak największego uszczuplenia terytorium książąt głogowskich, odpowiedzialnych za przedwczesną śmierć Henryka V Brzuchatego, ojca książąt legnicko-wrocławskich. Wojna jaka wówczas wybuchła toczyła się w latach 1312–1317 i nie zakończyła się jakimś zdecydowanym rozstrzygnięciem, wprawdzie Władysławowi Łokietkowi udało się wówczas zająć większość Wielkopolski, jednak jego sprzymierzeńcy przyłączyli do swoich włości tylko Uraz (do dzielnicy wrocławskiej), oraz Wołów i Lubiąż (do legnicko-brzeskiej).
Chwilowe uspokojenia na Śląsku, Bolesław III próbował wykorzystać przez aktywację swojej polityki w Czechach wspomagając, Jana Luksemburskiego w jego walce z opozycją możnowładczą. Polityka ta, przyniosła znaczący profit w latach 1321–1322, kiedy książę legnicko-brzeski objął, z ramienia króla, namiestnictwo w krajach korony św. Wacława, na czas załatwiania przez Jana, spraw w Niemczech i we Włoszech.
W latach 1321–1323 na Śląsku doszło ponownie do wojny z książętami głogowskimi. Była to tzw. wojna koalicyjna, w której Bolesławowi III, pomogli jego brat, Henryk VI Dobry, książę opolski Bolko II i Władysław Łokietek. Tym razem główne profity ze zwycięstwa, odniósł Bolesław III, uzyskując na mocy pokoju krakowskiego 10 sierpnia 1323, od księcia oleśnickiego Konrada, ziemię namysłowską z Namysłowem, Byczyną i Kluczborkiem.
Od 1322 pogarszać się zaczęły wzajemne stosunki między Bolesławem a jego młodszym bratem Henrykiem. Powodami tego stanu rzeczy była niechęć Henryka do poparcia zbyt agresywnej jego zdaniem polityki brata (o czym świadczył separatystyczny pokój z Konradem oleśnickim) i chęć Bolesława przejęcia bogatego Wrocławia. Na początku lat 20. XIV wieku Bolesław wyszedł nawet z oficjalną propozycją zamiany dzierżonej przez siebie dzielnicy legnickiej na wrocławską. Rzecz jasna Henryk VI tej niekorzystnej dla siebie transakcji nie przyjął. Doszło wówczas do drobnych starć zbrojnych między braćmi. Wydarzenia te skłoniły niemającego męskich potomków Henryka do szukania oparcia w silniejszych sąsiadach. W tym celu nawiązał on kontakt z nowym królem polskim, Władysławem Łokietkiem, któremu obiecywał hołd lenny i przekazanie swojej dzielnicy po swojej śmierci, w zamian za pomoc. Wobec odmowy nie chcącego ryzykować wojny z Luksemburgami króla polskiego, Henryk VI zwrócił się o opiekę do cesarza rzymskiego, Ludwika IV Wittelsbacha, któremu 20 kwietnia 1324 złożył hołd lenny, w zamian za gwarancję możliwości dziedziczenia tronu przez córki. Decyzja Henryka skłoniła Bolesława do próby zbrojnego rozstrzygnięcia sporu, jednak wszelkie próby opanowania księstwa rozbijały się o mury potężnego Wrocławia.
Do radykalnej zmiany doszło w 1327 roku, kiedy Jan Luksemburski, w trakcie wyprawy przeciw Władysławowi Łokietkowi zdołał nakłonić Henryka do zmiany układu z cesarzem Ludwikiem i uczynienia dziedzicem księstwa wrocławskiego króla czeskiego, z zagwarantowaniem dożywocia i wydziedziczeniem Bolesława III i jego potomków.
Ostatnią, nieudaną próbę przejęcia Wrocławia Bolesław III podjął na przełomie 1327 i 1328 roku kiedy to korzystając z nieobecności Jana w Czechach wtargnął w dzielnicę brata. Plany te znów zawiodły wobec potęgi murów stolicy księstwa.
W 1329 na Śląsk niespodziewanie wrócił najmłodszy brat Bolesława, Władysław, pozbawiony w 1312 należnego mu księstwa legnickiego. Wykorzystując ten fakt Jan Luksemburski nakłonił Władysława do złożenia mu hołdu lennego i zrzeczenia się Legnicy na rzecz korony czeskiej. Fakt ten postawił w krytycznej sytuacji Bolesława, który nie mogąc sprostać potędze władcy czeskiego, dysponującego dodatkowo pretekstem do wojny, zdecydował się 9 maja 1329 złożyć we Wrocławiu, hołd lenny.
Po utracie samodzielności politycznej aktywność legnickiego Piasta wyraźnie zmalała. Jako wasal Jana Luksemburskiego brał udział w latach 1329–1331 w jego wyprawach zbrojnych (m.in. na Łużyce w 1329 i Głogów w 1331).
Prowadzone w dalszym ciągu wystawne życie, ciągłe wyjazdy (np. w 1335 na Zjazd w Wyszehradzie), doprowadziło Bolesława do tarapatów finansowych, co zmusiło księcia do zastawienia części swoich uprawnień (m.in. landwójtostwo legnickie, podatek menniczy, komory celne w Chojnowie i Chocianowie).
Powolne rozprzedawanie księstwa skłoniło najstarszego syna Bolesława Wacława I do upomnienia się o część dziedzictwa. Książę nie chcąc konfliktów z synem w 1338 oddał mu zdobytą w 1323 na książętach głogowskich ziemię namysłowską. Cztery lata później oddał synom (do wspólnych rządów z Wacławem został dopuszczony młodszy Ludwik I) także księstwo legnickie, sam zaś usunął się z nową żoną Katarzyną pochodzącą z dalekiej Chorwacji (była to córka bana Mladena II) do Brzegu, gdzie spędził ostatnie dziesięć lat życia.
Skromniejsze posiadłości nie zdołały przekonać Bolesława do mniej rozrzutnego życia (starał się pokazywać na najważniejszych uroczystościach uczestnicząc np. w zaślubinach króla polskiego, Kazimierza III Wielkiego i Adelajdy Heskiej w 1341 w Poznaniu, czy w koronacji Karola IV Luksemburga na króla Czech), w związku z czym 19 stycznia 1344 został zmuszony do sprzedaży biskupowi wrocławskiemu Przecławowi z Pogorzeli Grodkowa.
Polityka nieliczenia się z wydatkami spowodowała rzucenie na Bolesława dwukrotnie klątwy kościelnej, najpierw za zwlekanie ze spłaceniem długu (1337), potem za zabór majątku kościelnego (1340). Klątwa została zdjęta dopiero na łożu śmierci na skutek usilnych zabiegów synów. Mimo niezbyt dobrych stosunków z Kościołem, Bolesław był dla niego dosyć hojny, przyczyniając się do rozrostu znaczenia klasztoru w Lubiążu i fundując dwa klasztory w Brzegu, franciszkański i dominikański.
Bolesław III Rozrzutny zmarł 21 kwietnia 1352 roku, w wyniku trudności żołądkowych po nazbyt sutej uczcie, po okresie Wielkiego Postu. Został pochowany w bazylice zakonnej opactwa cystersów w Lubiążu. Bolko III był dwukrotnie żonaty. Z pierwszego małżeństwa z Małgorzatą (zm. 1322) doczekał się trzech synów Wacława, Ludwika i zmarłego w dzieciństwie Mikołaja. Drugie małżeństwo z Katarzyną Chorwacką pozostało bezdzietne. Swojej drugiej żonie Bolesław w testamencie zapisał oprawę wdowią nad księstwem brzeskim, nad którym sprawowała władzę do swej śmierci w 1358.
|  |                        |  |  |  |  |  |  |  |  |  |  |  |  |
|  | Henryk II Pobożny      |  |  |  |  |  |  |  |  |  |  |  |  |
|  |                        |  |  |  |  |  |  |  |  |  |  |  |  |
|  |                        |  |  |  |  |  |  |  |  |  |  |  |  |
|  | Bolesław II Rogatka    |  |  |  |  |  |  |  |  |  |  |  |  |
|  |                        |  |  |  |  |  |  |  |  |  |  |  |  |
|  |                        |  |  |  |  |  |  |  |  |  |  |  |  |
|  | Anna Przemyślidka      |  |  |  |  |  |  |  |  |  |  |  |  |
|  |                        |  |  |  |  |  |  |  |  |  |  |  |  |
|  |                        |  |  |  |  |  |  |  |  |  |  |  |  |
|  | Henryk V Brzuchaty     |  |  |  |  |  |  |  |  |  |  |  |  |
|  |                        |  |  |  |  |  |  |  |  |  |  |  |  |
|  |                        |  |  |  |  |  |  |  |  |  |  |  |  |
|  | Henryk I               |  |  |  |  |  |  |  |  |  |  |  |  |
|  |                        |  |  |  |  |  |  |  |  |  |  |  |  |
|  |                        |  |  |  |  |  |  |  |  |  |  |  |  |
|  | Jadwiga anhalcka       |  |  |  |  |  |  |  |  |  |  |  |  |
|  |                        |  |  |  |  |  |  |  |  |  |  |  |  |
|  |                        |  |  |  |  |  |  |  |  |  |  |  |  |
|  | Irmgarda               |  |  |  |  |  |  |  |  |  |  |  |  |
|  |                        |  |  |  |  |  |  |  |  |  |  |  |  |
|  |                        |  |  |  |  |  |  |  |  |  |  |  |  |
|  | Bolesław III Rozrzutny |  |  |  |  |  |  |  |  |  |  |  |  |
|  |                        |  |  |  |  |  |  |  |  |  |  |  |  |
|  |                        |  |  |  |  |  |  |  |  |  |  |  |  |
|  | Władysław Odonic       |  |  |  |  |  |  |  |  |  |  |  |  |
|  |                        |  |  |  |  |  |  |  |  |  |  |  |  |
|  |                        |  |  |  |  |  |  |  |  |  |  |  |  |
|  | Bolesław Pobożny       |  |  |  |  |  |  |  |  |  |  |  |  |
|  |                        |  |  |  |  |  |  |  |  |  |  |  |  |
|  |                        |  |  |  |  |  |  |  |  |  |  |  |  |
|  | Jadwiga                |  |  |  |  |  |  |  |  |  |  |  |  |
|  |                        |  |  |  |  |  |  |  |  |  |  |  |  |
|  |                        |  |  |  |  |  |  |  |  |  |  |  |  |
|  | Elżbieta Bolesławówna  |  |  |  |  |  |  |  |  |  |  |  |  |
|  |                        |  |  |  |  |  |  |  |  |  |  |  |  |
|  |                        |  |  |  |  |  |  |  |  |  |  |  |  |
|  | Bela IV                |  |  |  |  |  |  |  |  |  |  |  |  |
|  |                        |  |  |  |  |  |  |  |  |  |  |  |  |
|  |                        |  |  |  |  |  |  |  |  |  |  |  |  |
|  | Jolenta Helena         |  |  |  |  |  |  |  |  |  |  |  |  |
|  |                        |  |  |  |  |  |  |  |  |  |  |  |  |
|  |                        |  |  |  |  |  |  |  |  |  |  |  |  |
|  | Maria Laskarina        |  |  |  |  |  |  |  |  |  |  |  |  |
|  |                        |  |  |  |  |  |  |  |  |  |  |  |  |
|  |                        |  |  |  |  |  |  |  |  |  |  |  |  |